# Tealing
Tealing, schottisch-gälisch Tèalainn, ist eine Ortschaft in der schottischen Council Area Angus. Sie liegt rund acht Kilometer nördlich des Zentrums von Dundee und 23 Kilometer westlich von Arbroath.

## Geschichte
In der Umgebung von Tealing finden sich Spuren früherer Aktivitäten in der Region. Zu den prominentesten zählen das eisenzeitliche Souterrain von Tealing sowie die Felsritzungen vom Gallow Hill. Der früheste schriftliche Beleg für eine Kirche in Tealing datiert aus dem 12. Jahrhundert. John Glass, Mitbegründer der Glassiten, war dort zwischen 1719 und 1728 als Gemeindepfarrer tätig. Das mittelalterliche Kirchengebäude wurde 1806 abgebrochen und durch die heutige Tealing Parish Church ersetzt.
Im 15. Jahrhundert ließen die Maxwells of Tealing ein Festes Haus bei Tealing errichten. Im Laufe der Jahrhunderte ließen die verschiedenen Eigentümer es zum heutigen Herrenhaus Tealing House erweiterten. Ein weiteres Gutsanwesen befand sich westlich der Ortschaft. Heute zeugt von diesem noch das denkmalgeschützte Gehöft South Balluderon Farm.
Im Zweiten Weltkrieg wurde südlich der Ortschaft die RAF Tealing eingerichtet. Die Einrichtung der Royal Air Force, an die auch ein kleines Kriegsgefangenenlager angeschlossen wurde, wurde nach Kriegsende aufgelassen und teilweise zur Hühnerzucht weitergenutzt. Die RAF Tealing wurde 1942 als erster Landeort des sowjetischen Außenministers Molotow auf den britischen Inseln vor dem Weiterflug nach England zur Ausarbeitung des britisch-sowjetischen Pakts ausgewählt.
Zwischen 1831 und 1861 stieg die Einwohnerzahl Tealings von 766 auf 833, um dann bis 1881 auf 757 abzusinken. 1971 wurden in Tealing 260 Personen gezählt.

## Verkehr
Die A90 (Edinburgh–Fraserburgh) tangiert die Ostflanke Tealings und bindet die Ortschaft damit direkt an das Fernverkehrsstraßennetz an. Nördlich mündet die aus Kirriemuir kommende A928 ein.